# Miruts Yifter
Miruts Yifter (Adigrat, 15 maggio 1944 – Toronto, 22 dicembre 2016) è stato un mezzofondista etiope, campione olimpico dei 5000 e 10000 metri piani ai Giochi di Mosca 1980, e medaglia di bronzo nei 10000 m ai Giochi olimpici di Monaco di Baviera 1972.

## Biografia
Sulla sua data di nascita vi è incertezza, ma, secondo la versione più accreditata, sarebbe nato nel 1944, e dopo avere passato l'adolescenza lavorando in fabbrica, si arruolò nell'aviazione etiope, e fu lì che si scoprì il suo talento per il mezzofondo.
Per i Giochi olimpici di Città del Messico 1968 venne inserito nella squadra nazionale di atletica leggera, ma non partecipò alle competizioni. Alle Olimpiadi di Monaco di Baviera 1972 debuttò nelle gare, conquistando la medaglia di bronzo nei 10000 m dietro al finlandese Lasse Virén e al belga Emiel Puttemans.
Non poté prendere parte ai successivi Giochi olimpici di Montréal 1976 a causa del boicottaggio di molti paesi africani, tra i quali anche l'Etiopia; si rifece quattro anni dopo alle Olimpiadi di Mosca vincendo le medaglie d'oro sia nei 5000 m davanti al tanzaniano Suleiman Nyambui e al finlandese Kaarlo Maaninka, sia nei 10000 m davanti allo stesso Maaninka e al connazionale Mohamed Kedir. Ottenne entrambe le vittorie grazie a un eccezionale sprint negli ultimi 300 metri di gara.

## Palmarès
| Anno | Manifestazione      | Sede      | Evento         | Risultato | Prestazione | Note                          |
| ---- | ------------------- | --------- | -------------- | --------- | ----------- | ----------------------------- |
| 1972 | Giochi olimpici     | Monaco    | 10000 m piani  | Bronzo    | 27'40"96    | Miglior prestazione personale |
| 1973 | Giochi panafricani  | Lagos     | 5000 m piani   | Argento   | 14'07"57    |                               |
| 1973 | Giochi panafricani  | Lagos     | 10000 m piani  | Oro       | 29'04"6     |                               |
| 1979 | Campionati africani | Dakar     | 5000 m piani   | Oro       | 14'14"0     |                               |
| 1979 | Campionati africani | Dakar     | 10000 m piani  | Oro       | 29'08"0     |                               |
| 1980 | Giochi olimpici     | Mosca     | 5000 m piani   | Oro       | 13'21"0     |                               |
| 1980 | Giochi olimpici     | Mosca     | 10000 m piani  | Oro       | 27'42"7     |                               |
| 1981 | Mondiali di cross   | Madrid    | Corsa seniores | 15º       | 35'42"      |                               |
| 1982 | Mondiali di cross   | Roma      | Corsa seniores | 16º       | 34'36"      |                               |
| 1983 | Mondiali di cross   | Gateshead | Corsa seniores | 67º       | 38'37"      |                               |

## Altre competizioni internazionali
1973
- Oro al Challenge Aycaguer ( Lione) - 27'13"

1977
- Oro in Coppa del mondo ( Düsseldorf), 5000 m piani - 13'13"82
- Oro in Coppa del mondo ( Düsseldorf), 10000 m piani - 28'32"3
- 5º alla Stramilano ( Milano) - 1h04'48"
- Oro alla San Blas Half Marathon ( Coamo) - 1h02'57"
- Argento alla Cinque Mulini ( San Vittore Olona) - 30'38"

1979
- Oro in Coppa del mondo ( Montréal), 5000 m piani - 13'35"9
- Oro in Coppa del mondo ( Montréal), 10000 m piani - 27'53"07
- Oro alla San Blas Half Marathon ( Coamo) - 1h04'52"

1980
- Oro alla San Blas Half Marathon ( Coamo) - 1h03'57"

1981
- Bronzo alla Cinque Mulini ( San Vittore Olona) - 30'02"

1982
- Bronzo alla Stramilano ( Milano) - 1h02'02"